# 大野村 (大分県)
大野村（おおのむら）は、大分県大野郡にあった村。現在の豊後大野市の一部にあたる。

## 地理
大野川の中流域に位置していた。

## 歴史
- 1889年（明治22年）4月1日、町村制の施行により、大野郡中原村、片島村、田代村、矢田村、小倉木村、郡山村、両家村、夏足村が合併して村制施行し、大野村が発足[1][2]。旧村名を継承した中原、片島、田代、矢田、小倉木、郡山、両家、夏足の8大字を編成[2]。
- 1907年（明治40年）6月1日、大野郡田中村、中井田村、土師村、養老村と合併し、東大野村を新設して廃止された[1][2]。

## 産業
- 農業